# Michael Stringer
John Michael Stringer (Singapore, 26 luglio 1924 – Eastbourne, 7 marzo 2004) è stato uno scenografo, pittore e illustratore britannico.

## Filmografia

### Cinema
- Sotto coperta con il capitano (The Captain's Table), regia di Jack Lee (1959)
- I nomadi (The Sundowners), regia di Fred Zinnemann (1960)
- L'infallibile ispettore Clouseau? (Inspector Clouseau), regia di Bud Yorkin (1968)
- Alfredo il Grande (Alfred the Great), regia di Clive Donner (1969)
- Il violinista sul tetto (Fiddler on the Roof), regia di Norman Jewison (1971)
- Robin e Marian (Robin and Marian), regia di Richard Lester (1976)
- Il magnate greco (The Greek Tycoon), regia di J. Lee Thompson (1978)
- Alla 39ª eclisse (The Awakening), regia di Mike Newell (1980)
- Assassinio allo specchio (The Mirror Crack'd), regia di Guy Hamilton (1980)
- Triplo gioco (The Jigsaw Man), regia di Terence Young (1983)
- Colpo di scena (From the Hip), regia di Bob Clark (1987)